# Новоселки (Жуковський район)
Новоселки (рос. Новоселки) — присілок в Жуковському районі Калузької області Російської Федерації.
Населення становить 100 осіб. Входить до складу муніципального утворення Село Троїцьке.

## Історія
Від 2004 року входить до складу муніципального утворення Село Троїцьке

## Населення
1. Н/Д[2]